# Morrie-tétel
A Morrie-tétel egy trigonometrikus azonosság, amely kimondja, hogy
{\displaystyle \cos 20^{\circ }\cdot \cos 40^{\circ }\cdot \cos 80^{\circ }={\frac {1}{8}}.}
Ez egy speciális esete a következő általánosabb azonosságnak:
{\displaystyle 2^{n}\cdot \prod _{k=0}^{n-1}\cos(2^{k}\alpha )={\frac {\sin(2^{n}\alpha )}{\sin(\alpha )}},}
méghozzá {\displaystyle n=3} és {\displaystyle \alpha =20^{\circ }} választással.
A név Richard Feynmantól származik, aki ezen a néven hivatkozott az azonosságra, ugyanis gyermekkorában hallott róla először egy Morrie Jacobs nevű fiútól.
Egy hasonló azonosság létezik a szinusz szögfüggvényre is:
{\displaystyle \sin 20^{\circ }\cdot \sin 40^{\circ }\cdot \sin 80^{\circ }={\frac {\sqrt {3}}{8}}.}
Továbbá, a második azonosságot elosztva az elsővel azt kapjuk, hogy
{\displaystyle \tan 20^{\circ }\cdot \tan 40^{\circ }\cdot \tan 80^{\circ }={\sqrt {3}}.}

## Bizonyítás
Írjuk fel a kétszeres szög szinuszára vonatkozó azonosságot:
{\displaystyle \sin(2\alpha )=2\sin(\alpha )\cos(\alpha ).}
Ebből fejezzük ki {\displaystyle \cos(\alpha )}-t:
{\displaystyle \cos(\alpha )={\frac {\sin(2\alpha )}{2\sin(\alpha )}}.}
Innen következik, hogy:
{\displaystyle {\begin{aligned}\cos(2\alpha )&={\frac {\sin(4\alpha )}{2\sin(2\alpha )}}\\[6pt]\cos(4\alpha )&={\frac {\sin(8\alpha )}{2\sin(4\alpha )}}\\&{}\,\,\,\vdots \\\cos(2^{n-1}\alpha )&={\frac {\sin(2^{n}\alpha )}{2\sin(2^{n-1}\alpha )}}.\end{aligned}}}
Ezen kifejezéseket összeszorozva a következőt kapjuk:
{\displaystyle \cos(\alpha )\cos(2\alpha )\cos(4\alpha )\cdots \cos(2^{n-1}\alpha )={\frac {\sin(2\alpha )}{2\sin(\alpha )}}\cdot {\frac {\sin(4\alpha )}{2\sin(2\alpha )}}\cdot {\frac {\sin(8\alpha )}{2\sin(4\alpha )}}\cdots {\frac {\sin(2^{n}\alpha )}{2\sin(2^{n-1}\alpha )}}.}
Ez egy teleszkopikus szorzat, egyszerűsítés után azt kapjuk, hogy
{\displaystyle \prod _{k=0}^{n-1}\cos(2^{k}\alpha )={\frac {\sin(2^{n}\alpha )}{2^{n}\sin(\alpha )}},}
amely megegyezik a Morrie-tétel általánosításával.

## Fordítás
- Ez a szócikk részben vagy egészben  a   Morrie's law című angol Wikipédia-szócikk ezen változatának fordításán alapul.  Az eredeti cikk szerkesztőit annak laptörténete sorolja fel. Ez a jelzés csupán a megfogalmazás eredetét és a szerzői jogokat jelzi, nem szolgál a cikkben szereplő információk forrásmegjelöléseként.